# Daphnis moorei
Espèce
Daphnis moorei est une espèce de lépidoptère appartenant à la famille des Sphingidae, à la sous-famille des Macroglossinae, et au genre Daphnis.

## Description
L'aspect est très proche de Daphnis hypothous avec laquelle la confusion a longtemps été faite.

## Répartition et habitat
Répartition
L'espèce est connue en Indonésie (y compris les Moluques ), la Papouasie-Nouvelle-Guinée et la moitié nord de l'Australie.

## Systématique
- L'espèce Daphnis moorei a été décrite par l'entomologiste australien William John Macleay en 1866, sous le nom initial de Darapsa moorei reclassé en 2010 par Eitschberger et Melichar[1].

### Synonymie
- Darapsa moorei Macleay, W.J., 1866 Protonyme[2]
- Daphnis pallescens Butler, 1875
- Daphnis magnifica Butler, 1877
- Deilephila gigantea Röber, 1921
- Daphnis gloriosa Rothschild, 1894[3]
- Daphnis hypothous moorei (W.J. Macleay, 1866)